# Puchar Rosji w piłce siatkowej mężczyzn
Puchar Rosji w piłce siatkowej mężczyzn; ros. Кубок России по волейболу среди мужчин; cykliczne krajowe rozgrywki sportowe, od roku 1993 organizowane corocznie przez Rosyjski Związek Piłki Siatkowej dla rosyjskich męskich klubów siatkarskich. Drugie – po mistrzostwach Rosji – rozgrywki w hierarchii ważności w rosyjskiej piłce siatkowej.

## Medaliści Pucharu Rosji
| Rok  | Miejsce finału | 1. miejsce                     | 2. miejsce                | 3. miejsce / Półfinaliści                  |
| ---- | -------------- | ------------------------------ | ------------------------- | ------------------------------------------ |
| 1993 | Odincowo       | Samotłor Niżniewartowsk        | Iskra Odincowo            | Lewsza Tuła                                |
| 1994 | Biełgorod      | CSKA Moskwa                    | UEM-Izumrud Jekaterynburg | Iskra Odincowo                             |
| 1995 | Odincowo       | Biełogorje Biełgorod           | UEM-Izumrud Jekaterynburg | Awtomobilist Petersburg                    |
| 1996 | Jekaterynburg  | Biełogorje Biełgorod           | Awtomobilist Petersburg   | UEM-Izumrud Jekaterynburg                  |
| 1997 | Biełgorod      | Biełogorje-Dinamo Biełgorod    | Iskra-RWSN Odincowo       | CSKA Moskwa                                |
| 1998 | Odincowo       | Biełogorje-Dinamo Biełgorod    | UEM-Izumrud Jekaterynburg | Awtomobilist Petersburg                    |
| 1999 | Jarosław       | UEM-Izumrud Jekaterynburg      | Nieftianik Baszkirii Ufa  | Iskra-RWSN Odincowo                        |
| 2000 | Jekaterynburg  | UEM-Izumrud Jekaterynburg      | Urałswiazjinform Perm     | Iskra-RWSN Odincowo                        |
| 2001 | Perm           | UEM-Izumrud Jekaterynburg      | Urałswiazjinform Perm     | Iskra-RWSN Odincowo                        |
| 2002 | Odincowo       | Iskra-RWSN Odincowo            | UEM-Izumrud Jekaterynburg | Dinamo-MGFSO-Olimp Moskwa                  |
| 2003 | Moskwa         | Lokomotiw-Biełogorje Biełgorod | Dinamo Moskwa             | Lokomotiw-Izumrud Jekaterynburg            |
| 2004 | Moskwa         | Dinamo-Tattransgaz Kazań       | Dinamo Moskwa             | Iskra Odincowo                             |
| 2005 | Moskwa         | Lokomotiw-Biełogorje Biełgorod | Iskra Odincowo            | Lokomotiw-Izumrud Jekaterynburg            |
| 2006 | Odincowo       | Dinamo Moskwa                  | Fakieł Nowy Urengoj       | Iskra Odincowo                             |
| 2007 | Odincowo       | Dinamo-Tattransgaz Kazań       | Dinamo Moskwa             | Iskra Odincowo                             |
| 2008 | Nowosybirsk    | Dinamo Moskwa                  | Iskra Odincowo            | Zenit Kazań                                |
| 2009 | Królewiec      | Zenit Kazań                    | Lokomotiw Nowosybirsk     | Dinamo Moskwa                              |
| 2010 | Nowosybirsk    | Lokomotiw Nowosybirsk          | Dinamo Moskwa             | Zenit Kazań                                |
| 2011 | Kazań          | Lokomotiw Nowosybirsk          | Kuzbass Kemerowo          | Iskra Odincowo                             |
| 2012 | Biełgorod      | Biełogorje Biełgorod           | Zenit Kazań               | Dinamo Moskwa                              |
| 2013 | Biełgorod      | Biełogorje Biełgorod           | Dinamo Moskwa             | Zenit Kazań                                |
| 2014 | Biełgorod      | Zenit Kazań                    | Lokomotiw Nowosybirsk     | Biełogorje Biełgorod                       |
| 2015 | Królewiec      | Zenit Kazań                    | Biełogorje Biełgorod      | Dinamo Moskwa                              |
| 2016 | Surgut         | Zenit Kazań                    | Lokomotiw Nowosybirsk     | Biełogorje Biełgorod                       |
| 2017 | Biełgorod      | Zenit Kazań                    | Kuzbass Kemerowo          | Biełogorje Biełgorod Lokomotiw Nowosybirsk |
| 2018 | Kazań          | Zenit Kazań                    | Zenit Petersburg          | Fakieł Nowy Urengoj Kuzbass Kemerowo       |
| 2019 | Moskwa         | Zenit Kazań                    | Zenit Petersburg          | Dinamo Moskwa Kuzbass Kemerowo             |
| 2020 | Petersburg     | Dinamo Moskwa                  | Zenit Petersburg          | Zenit Kazań Lokomotiw Nowosybirsk          |
| 2021 | Petersburg     | Zenit Kazań                    | Dinamo Moskwa             | Zenit Petersburg Lokomotiw Nowosybirsk     |
| 2022 | Nowy Urengoj   | Zenit Kazań                    | Fakieł Nowy Urengoj       | Biełogorje Biełgorod Lokomotiw Nowosybirsk |
| 2023 | Moskwa         | Zenit Kazań                    | Dinamo Moskwa             | Lokomotiw Nowosybirsk Zenit Petersburg     |
| 2024 | Moskwa         | Dinamo Moskwa                  | Zenit Kazań               | Kuzbass Kemerowo Lokomotiw Nowosybirsk     |

## Bilans klubów
| Klub                    | 1. miejsce |
| ----------------------- | ---------- |
| Zenit Kazań             | 12         |
| Biełogorje Biełgorod    | 8          |
| Dinamo Moskwa           | 3          |
| Lokomotiw Jekaterynburg | 3          |
| Lokomotiw Nowosybirsk   | 2          |
| CSKA Moskwa             | 1          |
| Iskra Odincowo          | 1          |
| Samotłor Niżniewartowsk | 1          |